# Ami Ajalon

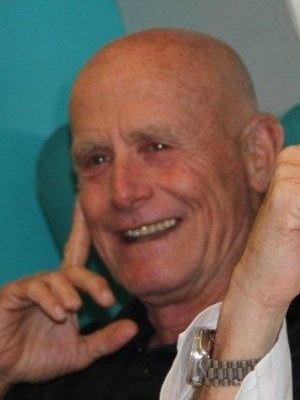
Ami Ajalon, 2014

Ami Ajalon (hebräisch עמי אילון; * 27. Juni 1945 in Tiberias, Palästina) ist ein israelischer Politiker, Friedensaktivist und Mitglied der Knesset für die Arbeitspartei Awoda. Am 12. Juni 2007 unterlag er in einer Stichwahl Ehud Barak um den Vorsitz der israelischen Arbeitspartei. Ajalon war Admiral und Oberbefehlshaber der israelischen Marine sowie von Februar 1996 bis Mai 2000 Chef des israelischen Inlandsgeheimdienstes Schin Bet (שב).

## Leben

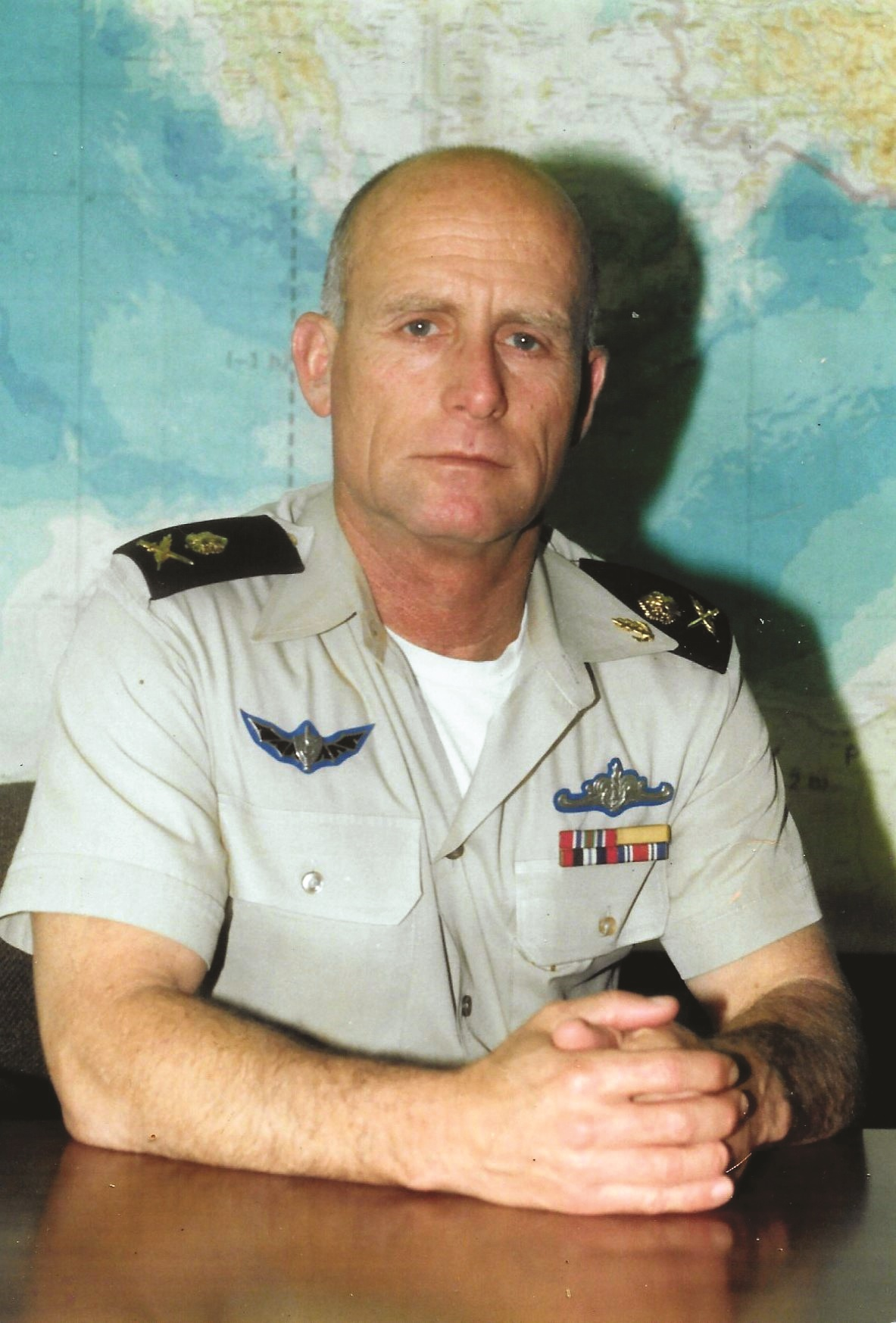
Ami Ajalon, 1996

Ajalon, Nachkomme einer ungarischen zionistischen Pioniersfamilie aus Siebenbürgen, wurde 1945 in der Nähe von Tiberias geboren, wuchs im Kibbuz Maagan auf, der von seinen Eltern mitgegründet wurde. 1963 trat Ajalon als Freiwilliger in die Israelische Marine ein, wo er eine fast 32-jährige Karriere als Mitglied der Eliteeinheit Schajetet 13 startete. Im Jahr 1969 wurde seine Einheit gemeinsam mit Sajeret Matkal im Rahmen der Operation Butmus, dem Angriff auf die befestigte sogenannte „Grüne Insel“ in Ägypten, mit der höchsten militärischen Auszeichnung dekoriert. Er selbst wurde später mehrfach befördert und 1979 schließlich zum Kommandeur von Schajetet 13 ernannt. In dieser Funktion leitete er diverse militärische Operationen, für deren Verdienste er mit weiteren Orden ausgezeichnet wurde.
Ajalon absolvierte 1980 ein Studium der Sozialwissenschaften an der Bar-Ilan-Universität mit einem Bachelor of Arts sowie 1992 ein Managementstudium an der Harvard University mit einem Master of Public Administration. 1992 wurde er zum Admiral befördert und zum Oberbefehlshaber der israelischen Marine ernannt, ein Amt, das er bis zu seiner Pensionierung im Jahr 1996 bekleidete. Nach dem Mord an dem israelischen Premierminister Jitzchak Rabin übernahm Ajalon von 1996 bis 2002 den Chefposten des israelischen Inlandsgeheimdienstes Schin Bet.
Am 25. Juni 2003 startete Ajalon zusammen mit dem palästinensischen Professor der Al-Quds-Universität von Ost-Jerusalem, Sari Nusseibeh, die Friedensinitiative „Peoples’ Campaign for Peace and Democracy“ (auch „Peoples Voice“, „Des Volkes Stimme“). Ziel dieser Bewegung ist es, die Öffentlichkeit für die sogenannte Zweistaatenlösung mit den Palästinensern zu mobilisieren, ohne das Recht auf die Rückkehr für palästinensische Flüchtlinge, jedoch mit einem eigenen Staat im Gazastreifen und im Westjordanland mit Ost-Jerusalem als Hauptstadt.
2006 wurde Ajalon als Mitglied der Awoda in die Knesset, das israelische Parlament, gewählt. Nach 14 Monaten Abgeordnetenerfahrung kandidierte er im Juni 2007 um den Vorsitz der israelischen Arbeitspartei, verlor jedoch am 12. Juni 2007 in einer Stichwahl gegen Ehud Barak. Im September des gleichen Jahres wurde er zum Minister ohne Geschäftsbereich berufen.
Im September 2024 sagte Ajalon in einem Interview mit Maariv:
Was die Palästinenser betrifft: Sie haben ihr Land verloren, und wenn die Leute mich fragen, was ich tun würde, wenn ich Palästinenser wäre, sage ich deshalb: Wenn jemand dahergekommen wäre und mein Land gestohlen hätte, das Land Israel, würde ich ihn ohne Einschränkungen bekämpfen.

## Dokumentarfilm
Ajalon ist einer der Interviewten im israelischen Dokumentarfilm Töte zuerst (The Gatekeepers) des Regisseurs Dror Moreh. Der Film aus dem Jahre 2012 beschäftigt sich mit der Arbeit des Shin Bet und zeigt neben Dokumentationsmaterial Interviews mit den sechs 2012 noch lebenden Leitern des Geheimdienstes. Der Film kam Anfang 2013 in die israelischen Kinos und wurde im März 2013 sowohl von dem deutsch-französischen Fernsehsender arte als auch von der ARD ausgestrahlt.